# Barringtonia asiatica
Barringtonia asiatica är en tvåhjärtbladig växtart som beskrevs av Wilhelm Sulpiz Kurz. Barringtonia asiatica ingår i släktet Barringtonia och familjen Lecythidaceae. IUCN kategoriserar arten globalt som livskraftig. Inga underarter finns listade i Catalogue of Life.

## Bildgalleri

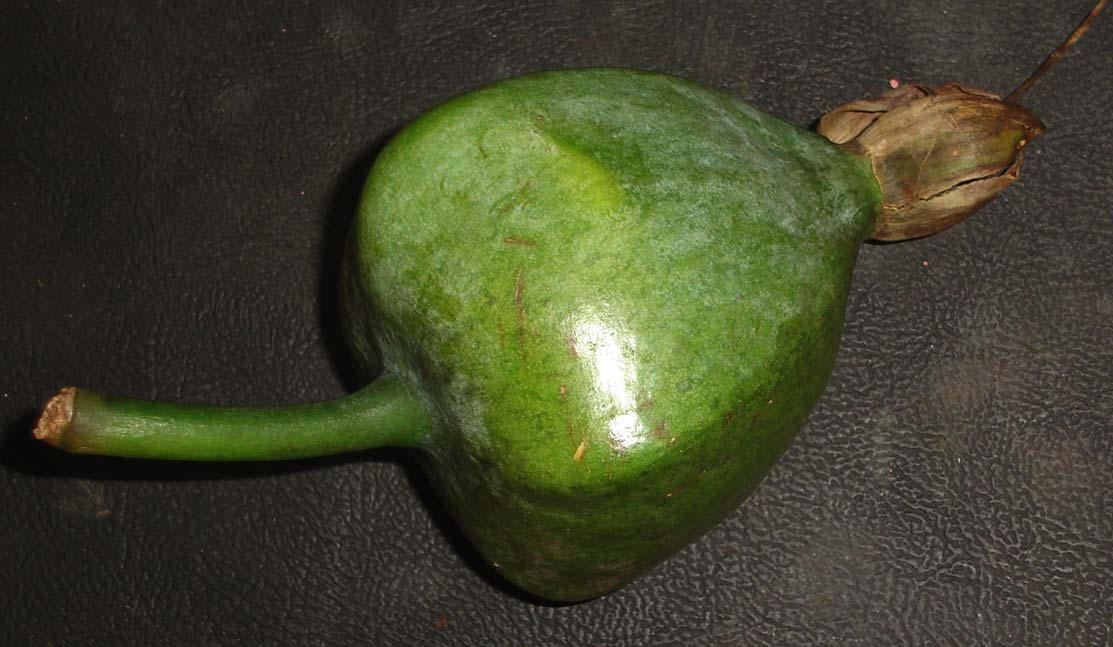
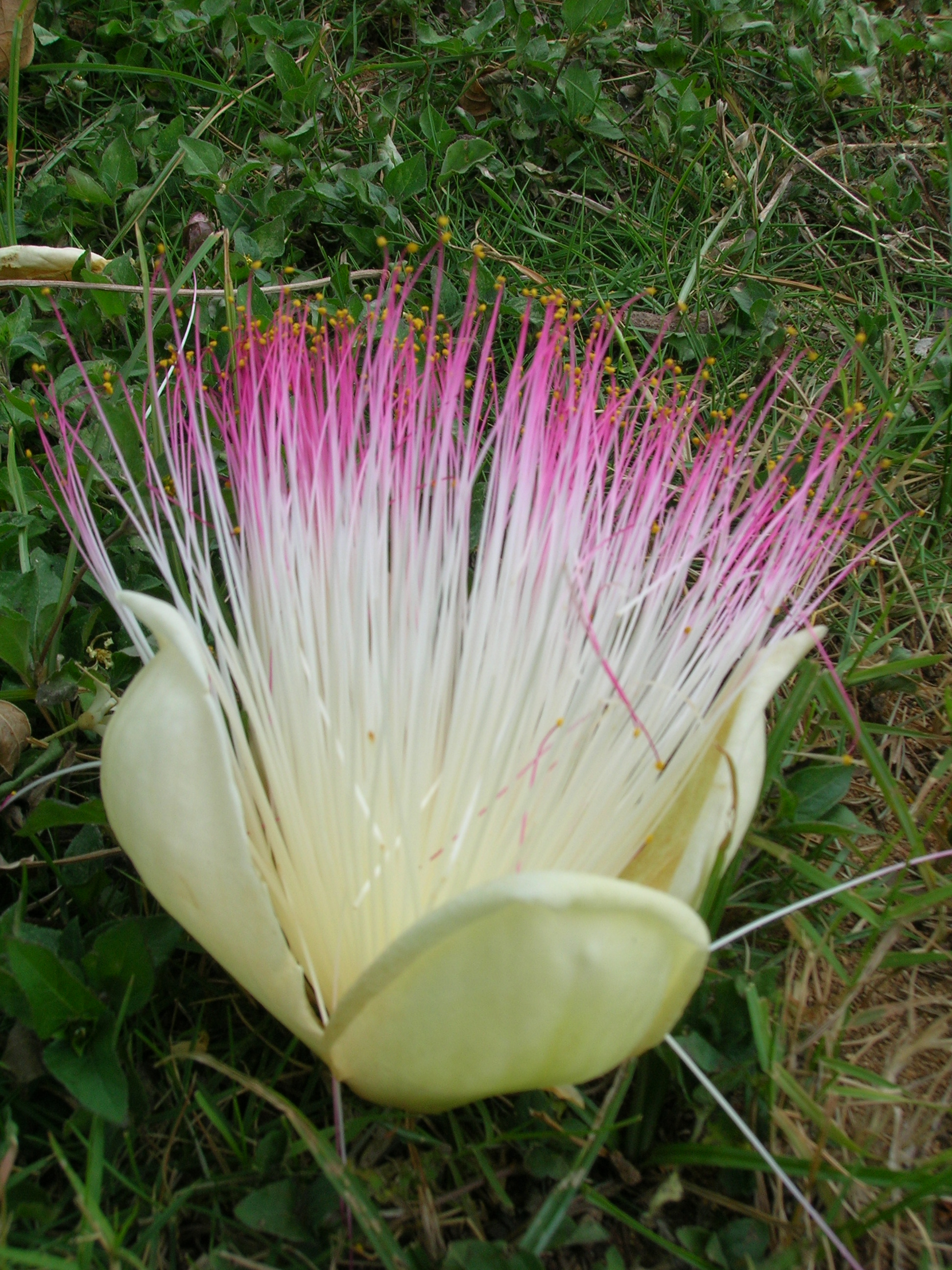
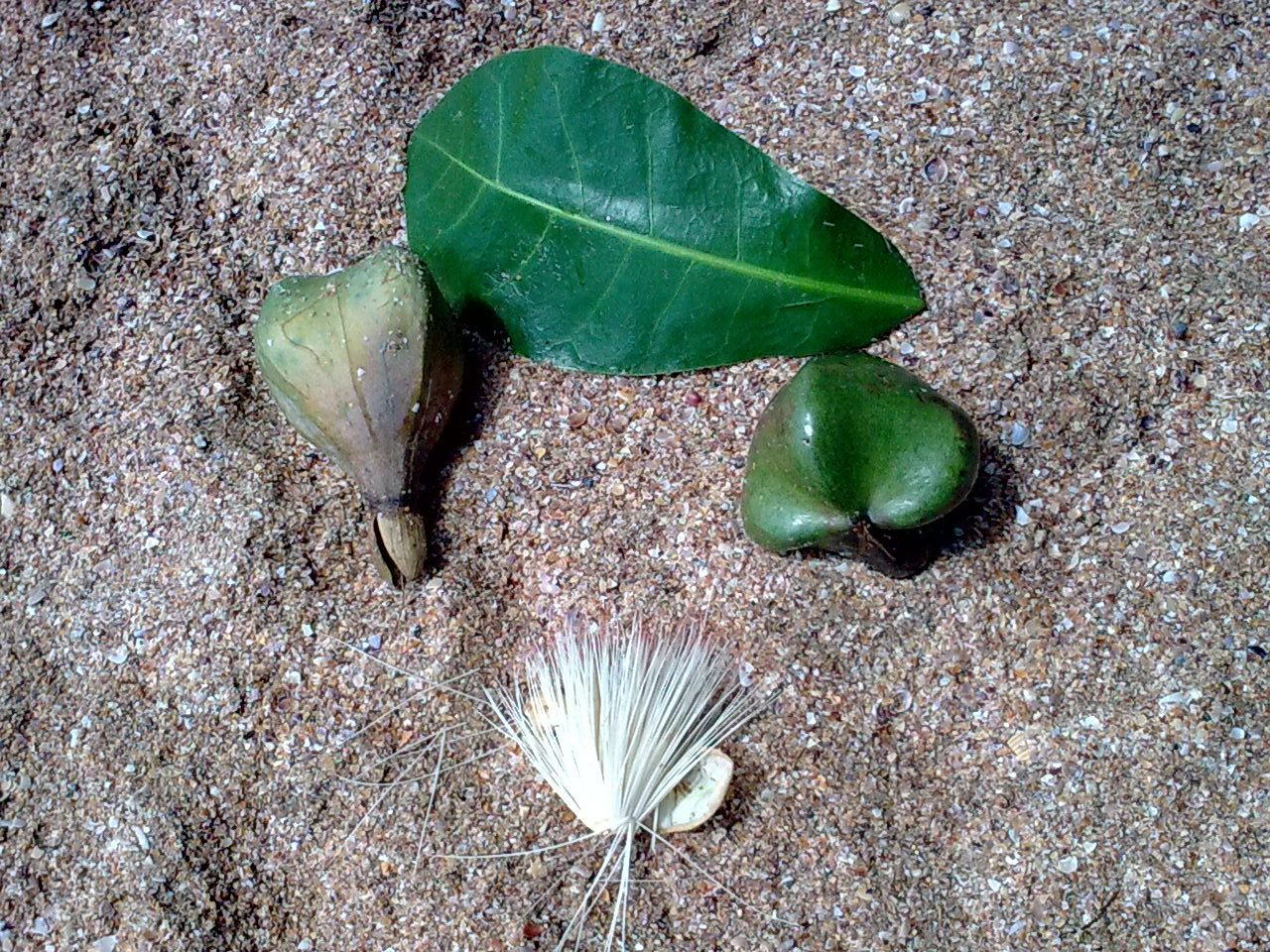
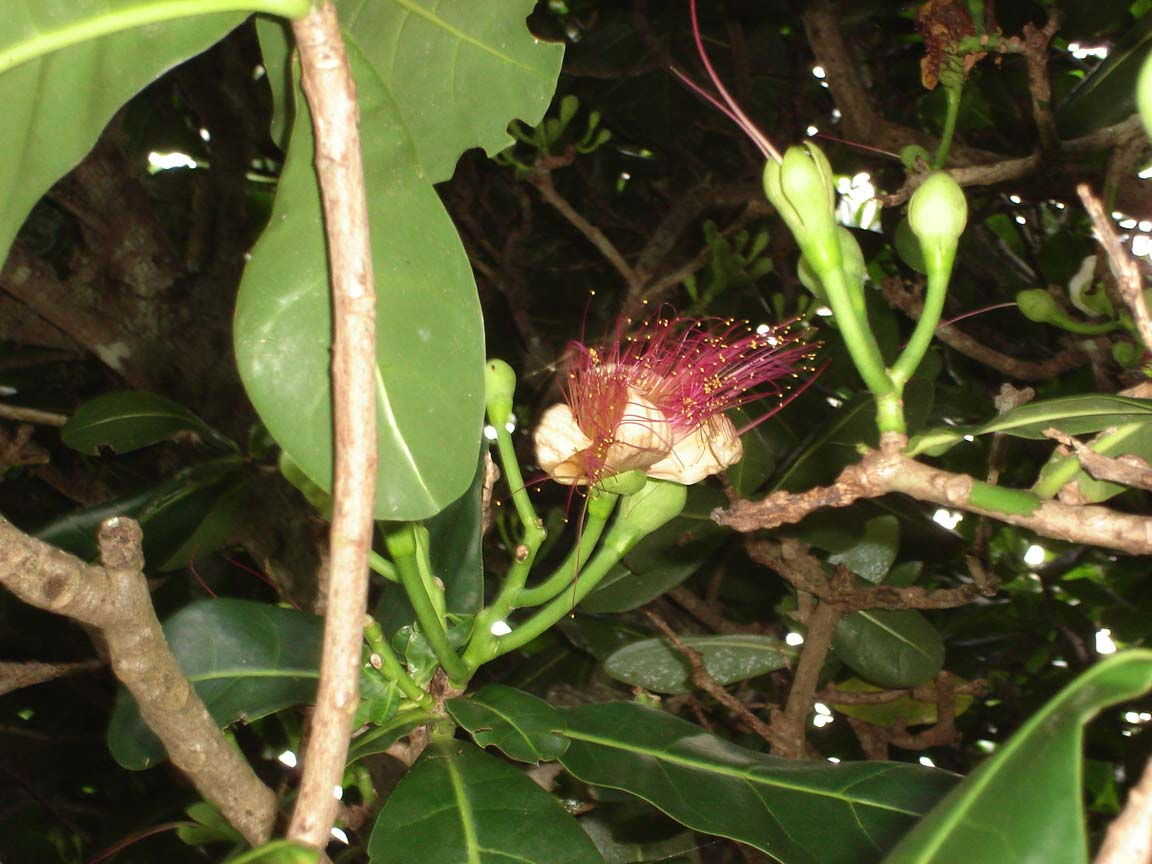
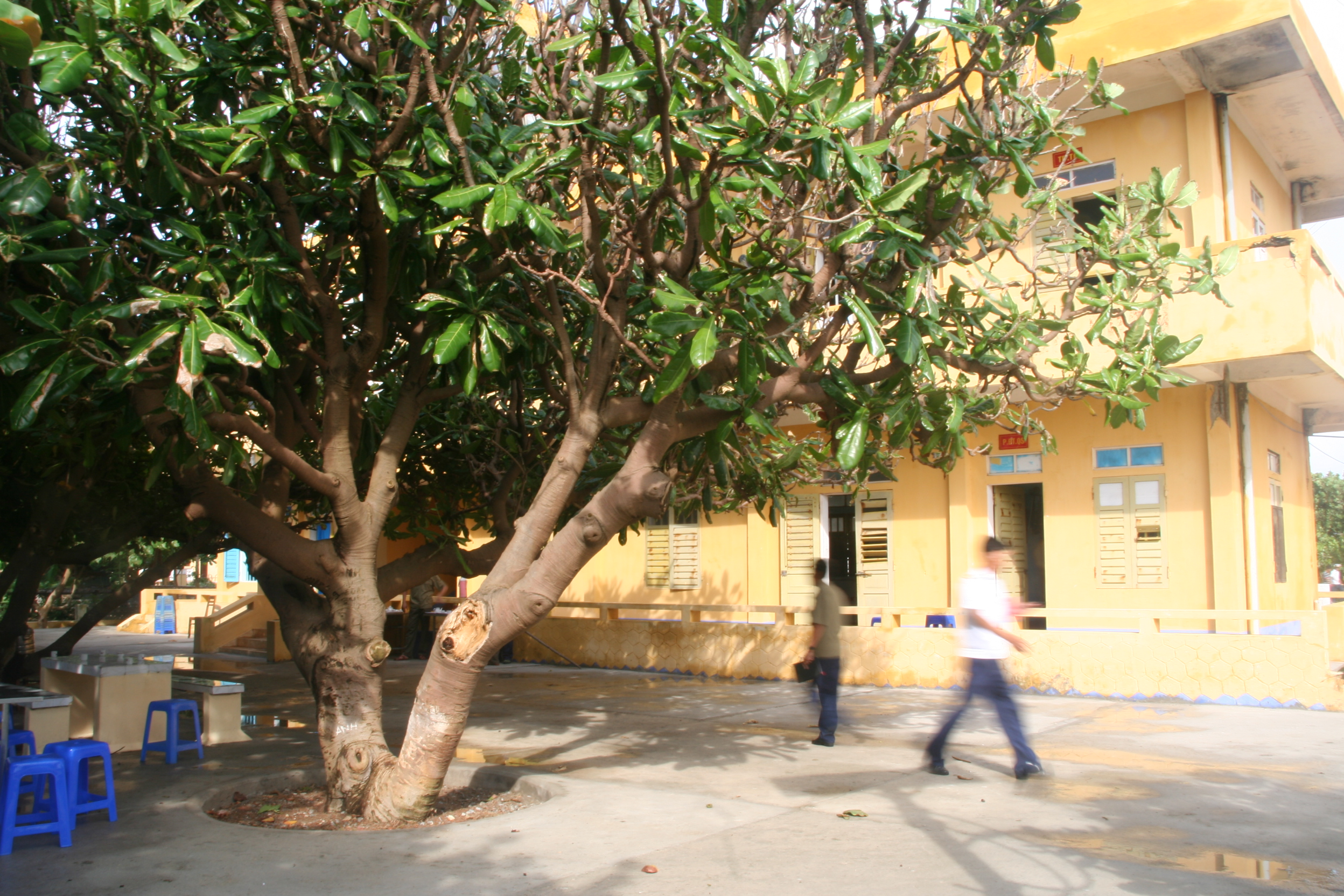
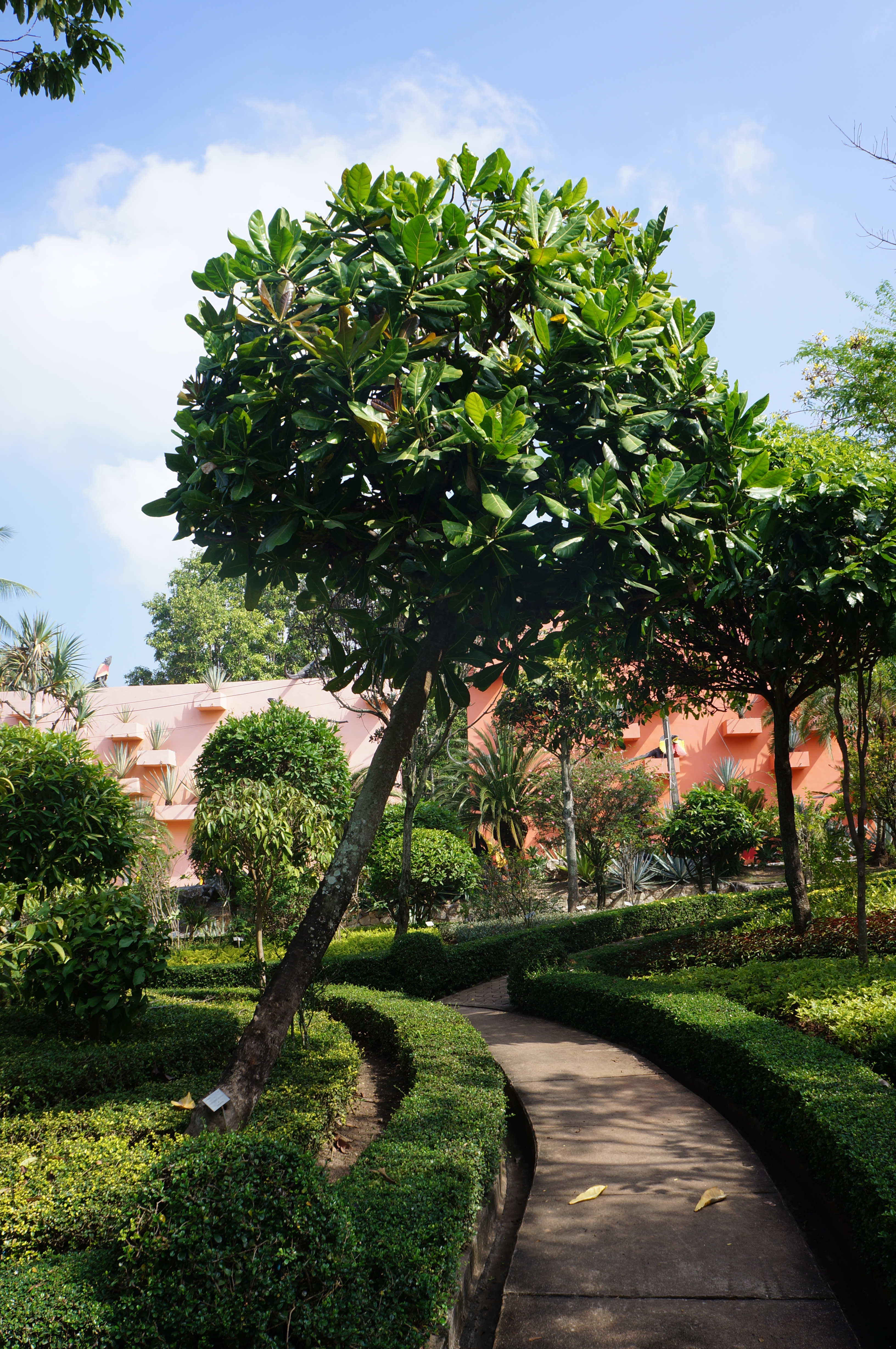